# Pečice, Brežice
Pečice so naselje v Občini Brežice.